# Szarów (gromada)
Szarów – dawna gromada, czyli najmniejsza jednostka podziału terytorialnego Polskiej Rzeczypospolitej Ludowej w latach 1954–1972.
Gromady, z gromadzkimi radami narodowymi (GRN) jako organami władzy najniższego stopnia na wsi, funkcjonowały od reformy reorganizującej administrację wiejską przeprowadzonej jesienią 1954 do momentu ich zniesienia z dniem 1 stycznia 1973, tym samym wypierając organizację gminną w latach 1954–1972.
Gromadę Szarów z siedzibą GRN w Szarowie utworzono – jako jedną z 8759 gromad na obszarze Polski – w powiecie bocheńskim w woj. krakowskim, na mocy uchwały nr 18/IV/54 WRN w Krakowie z dnia 6 października 1954. W skład jednostki weszły obszary dotychczasowych gromad Szarów, Dąbrowa, Łysokanie, Grodkowice i Targowisko ze zniesionej gminy Targowisko w tymże powiecie. Dla gromady ustalono 27 członków gromadzkiej rady narodowej.
29 lutego 1956 do gromady Szarów przyłączono obszar obejmujący 9 gospodarstw rolnych o powierzchni 12 ha, 38 a, 12 m² z gromady Kłaj.
31 grudnia 1961 do gromady Szarów przyłączono wieś Brzezie ze zniesionej gromady Brzezie; z gromady Szarów wyłączono natomiast wieś Targowisko włączając ją do gromady Kłaj.
Gromada przetrwała do końca 1972 roku, czyli do kolejnej reformy gminnej.